# Witold Wojtkiewicz

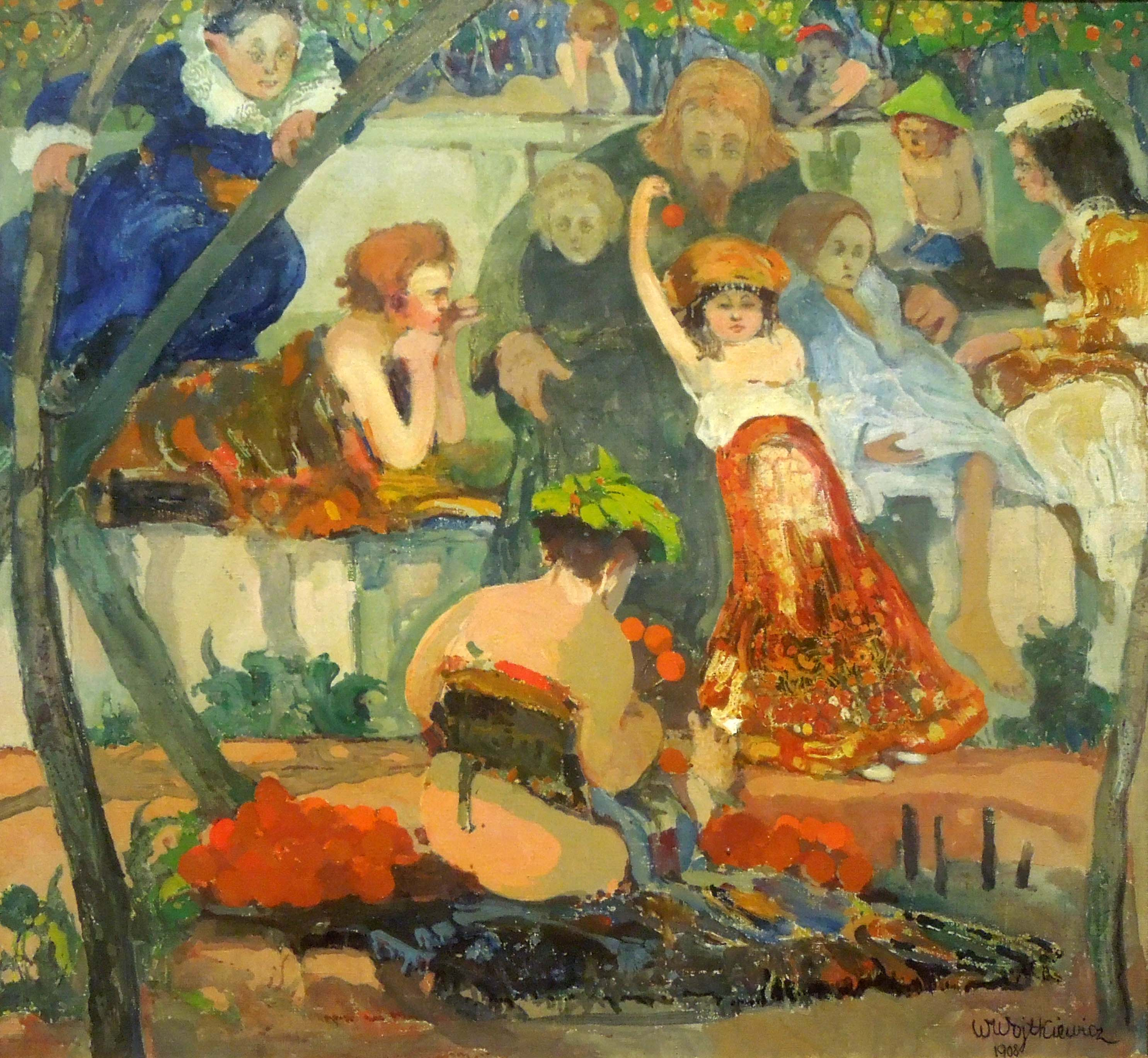
Jesús entre los niños (1908), Museo Nacional de Varsovia

Witold Wojtkiewicz (Varsovia, 29 de diciembre de 1879 - Varsovia, 14 de junio de 1909) fue un pintor simbolista polaco. 

## Biografía
Estudió en la Academia de Bellas Artes de Cracovia. Fue uno de los fundadores del cabaret Balón verde de Cracovia, donde empezó a exponer su obra. En 1906 expuso en la galería Schult de Berlín y, en 1907, en la galería Druet de París, donde su obra recibió el elogio de Maurice Denis y André Gide. Su obra, adscrita al simbolismo, se centró en el mundo de la infancia y el circo, con un estilo de intenso colorido que combina lo lírico y lo grotesco y que se acerca al expresionismo y el surrealismo. Murió a los treinta años de una dolencia cardíaca.